# Amrita Singh
Amrita Singh (Hadali, 9 febbraio 1958) è un'attrice indiana.

## Vita privata
Dal 1991 al 2004 è stata sposata con l'attore e produttore Saif Ali Khan. Ha due figli, Sara Ali Khan e Ibrahim.

## Filmografia parziale

### Cinema
- Betaab, regia di Rahul Rawail (1983)
- Sunny, regia di Raj Khosla (1984)
- Mard, regia di Manmohan Desai (1985)
- Saaheb, regia di Anil Ganguly (1985)
- Chameli Ki Shaadi, regia di Basu Chatterjee (1986)
- Naam, regia di Mahesh Bhatt (1986)
- Khudgarz, regia di Rakesh Roshan (1987)
- Waaris, regia di Raveendra Peepat (1988)
- Raju Ban Gaya Gentlemen, regia di Aziz Mirza (1992)
- Aaina, regia di Deepak Sareen (1993)
- Rang, regia di Talat Jani (1993)
- 23 March 1931: Shaheed, regia di Guddu Dhanoa (2002)
- Kalyug, regia di Mohit Suri (2005)
- Shootout at Lokhandwala, regia di Apoorva Lakhia (2007)
- Dus Kahaniyaan, registi vari (2007)
- Kajraare, regia di Pooja Bhatt (2010)
- Aurangzeb, regia di Atul Sabharwal (2013)
- 2 States, regia di Abhishek Varman (2014)
- A Flying Jatt, regia di Remo D'Souza (2016)
- Badla, regia di Sujoy Ghosh (2019)

### Televisione
- KKavyanjali (2005-2006)

## Premi
- Filmfare Awards
  - 1994: "Best Supporting Actress"
- Indian Telly Awards
  - 2005: "Best Actress in a Negative Role (Jury)"